# Miranda (seriál)
Miranda je britský komediální televizní seriál vysílaný od 9. listopadu 2009 na veřejnoprávní stanici BBC Two, následně přesunutý na BBC One. Na tvorbě sitcomu spolupracovala a titulní postavu ztvárnila komička Miranda Hartová. Na prvotní šestidílnou minisérii navázaly další, rovněž šestidílné řady, premiérově uvedené od 15. listopadu 2010 a 26. prosince 2012. Seriál uzavřely dva speciální díly odvysílané na Vánoce 25. prosince 2014 a na Nový rok 1. ledna 2015. Českým divákům byl seriál představen od 1. listopadu 2011 místním kanálem televize HBO a od 1. července 2015 jej vysílala stanice ČT art.

## Postavy a obsazení

### Hlavní postavy
| Herec/herečka     | Postava                                              | Období výskytu |
| ----------------- | ---------------------------------------------------- | -------------- |
| Miranda Hartová   | Miranda, spolumajitelka obchodu s humornými předměty | 2009–2015      |
| Tom Ellis         | Gary Preston, kuchař                                 | 2009–2015      |
| Sarah Hadlandová  | Stevie Suttonová, spolumajitelka Mirandina obchodu   | 2009–2015      |
| Patricia Hodgeová | Penny, matka Mirandy                                 | 2009–2015      |
| Sally Phillipsová | Tilly, Mirandina kamarádka ze školy                  | 2009–2015      |

### Vedlejší postavy
| Herec/herečka          | Postava                    | Období výskytu       |
| ---------------------- | -------------------------- | -------------------- |
| James Holmes           | Clive Evans                | 2009–2010, 2015      |
| Bo Poraj               | Michael Jackford           | 2012–2014            |
| Naomi Bentley          | Rose                       | 2013                 |
| Katy Wix               | Fanny                      | 2009                 |
| Margaret Cabourn-Smith | Alison                     | 2009–2010, 2013–2014 |
| John Finnemore         | Chris                      | 2009–2010, 2013–2014 |
| Dominic Coleman        | „zákazník“                 | 2009–2010, 2013–2014 |
| Stacy Liu              | Tamara (hostující postava) | 2010                 |

## Seznam dílů

### První řada (2009)
| Č. v seriálu | Č. v řadě | Původní název | Český název | Režie         | Scénář                                      | Datum premiéry     | Premiéra na ČT    | Sledovanost ve VB (v milionech) |
| ------------ | --------- | ------------- | ----------- | ------------- | ------------------------------------------- | ------------------ | ----------------- | ------------------------------- |
| 1            | 1         | Date          | Rande       | Juliet Mayová | Miranda Hartová                             | 9. listopadu 2009  | 1. července 2015  | 2,63                            |
| 2            | 2         | Teacher       | Učitel      | Juliet Mayová | Miranda Hartová a Richard Hurst             | 16. listopadu 2009 | 1. července 2015  | 2,76                            |
| 3            | 3         | Job           | Práce       | Juliet Mayová | Miranda Hartová a James Cary                | 23. listopadu 2009 | 8. července 2015  | 2,61                            |
| 4            | 4         | Holiday       | Dovolená    | Juliet Mayová | Miranda Hartová, James Cary a Richard Hurst | 30. listopadu 2009 | 8. července 2015  | 3,14                            |
| 5            | 5         | Excuse        | Výmluva     | Juliet Mayová | Miranda Hartová a James Cary                | 7. prosince 2009   | 15. července 2015 | 2,43                            |
| 6            | 6         | Dog           | Pes         | Juliet Mayová | Miranda Hartová a Richard Hurst             | 14. prosince 2009  | 15. července 2015 | 2,73                            |

### Druhá řada (2010)
| Č. v seriálu | Č. v řadě | Původní název         | Český název        | Režie         | Scénář          | Datum premiéry     | Premiéra na ČT    | Sledovanost ve VB (v milionech) |
| ------------ | --------- | --------------------- | ------------------ | ------------- | --------------- | ------------------ | ----------------- | ------------------------------- |
| 7            | 1         | The New Me            | Mé nové já         | Juliet Mayová | Miranda Hartová | 15. listopadu 2010 | 22. července 2015 | 3,19                            |
| 8            | 2         | Before I Die          | Smuteční řeč       | Juliet Mayová | Miranda Hartová | 22. listopadu 2010 | 22. července 2015 | 3,37                            |
| 9            | 3         | Let's Do It           | Jdeme na to        | Juliet Mayová | Miranda Hartová | 29. listopadu 2010 | 29. července 2015 | 4,01                            |
| 10           | 4         | A New Low             | Klesám níž         | Juliet Mayová | Miranda Hartová | 6. prosince 2010   | 29. července 2015 | 2,85                            |
| 11           | 5         | Just Act Normal       | Chovej se normálně | Juliet Mayová | Miranda Hartová | 13. prosince 2010  | 5. srpna 2015     | 3,19                            |
| 12           | 6         | The Perfect Christmas | Dokonalé Vánoce    | Juliet Mayová | Miranda Hartová | 20. prosince 2010  | 5. srpna 2015     | 4,70                            |

### Třetí řada (2012–2013)
| Č. v seriálu | Č. v řadě | Původní název      | Český název         | Režie         | Scénář          | Datum premiéry    | Premiéra na ČT | Sledovanost ve VB (v milionech) |
| ------------ | --------- | ------------------ | ------------------- | ------------- | --------------- | ----------------- | -------------- | ------------------------------- |
| 13           | 1         | It Was Panning     | Švenk, nic víc      | Juliet Mayová | Miranda Hartová | 26. prosince 2012 | 12. srpna 2015 | 11,55                           |
| 14           | 2         | What a Surprise    | Překvápko!          | Juliet Mayová | Miranda Hartová | 1. ledna 2013     | 12. srpna 2015 | 10,47                           |
| 15           | 3         | The Dinner Party   | Slavnostní večeře   | Juliet Mayová | Miranda Hartová | 7. ledna 2013     | 19. srpna 2015 | 8,84                            |
| 16           | 4         | Je Regret Nothing  | Je Regret Ničevó    | Juliet Mayová | Miranda Hartová | 14. ledna 2013    | 19. srpna 2015 | 8,88                            |
| 17           | 5         | Three Little Words | Tři kouzelná slůvka | Juliet Mayová | Miranda Hartová | 21. ledna 2013    | 26. srpna 2015 | 8,44                            |
| 18           | 6         | A Brief Encounter  | Pouto nejsilnější   | Juliet Mayová | Miranda Hartová | 28. ledna 2013    | 26. srpna 2015 | 8,70                            |

### Závěr (2014–2015)
| Č. v seriálu | Č. v řadě | Původní název              | Český název          | Režie              | Scénář          | Datum premiéry    | Premiéra na ČT | Sledovanost ve VB (v milionech) |
| ------------ | --------- | -------------------------- | -------------------- | ------------------ | --------------- | ----------------- | -------------- | ------------------------------- |
| 19           | 1         | I Do, But To Who? (Part 1) | Říkám ano, ale komu? | Mandie Fletcherová | Miranda Hartová | 25. prosince 2014 | 9. září 2015   | 8,81                            |
| 20           | 2         | The Final Curtain (Part 2) | Opona padá           | Mandie Fletcherová | Miranda Hartová | 1. ledna 2015     | 9. září 2015   | 9,61                            |